# Big Money (Musical)
Big Money ist ein Musical von Peter Lund (Text) und Thomas Zaufke (Musik).

## Inhalt
Big M., der milliardenschwere, eigentlich kleinkarierter, aber pompös aufgeblasene Unternehmer, feiert seinen fünfzigsten Geburtstag. Seine von ihm bestens versorgte Familie, Prominenz und selbst Justitia, die Göttin der Gerechtigkeit, geben sich die Ehre. Zum Höhepunkt ist ein riesiges Feuerwerk geplant. Doch die Lichteffekte stammen vom Blaulicht der anrückenden Polizei. Die nicht eingeladene Steuerfahndung unterbricht das Fest, Big M. in Handschellen, katastrophaler Abschluss einer bis dahin glorreichen Zeit. Und diese Zeit wird nun in Rückblenden vor uns aufgeblättert: Die Geschichte eines Unternehmens und die Geschichte einer Familie, aufs engste miteinander verbunden. Die Maschinen, die den Reichtum begründen werden, sind bei weitem nicht der Verkaufsschlager, für den sie ausgegeben werden. Aber die Öffentlichkeit will geblendet
sein, die Banken drängen dem Jungunternehmer die Kredite geradezu auf. Seine Ehefrau Vera, seine Sekretärin und sein Bruder Rocky – alle spielen mit. Die Blase der imaginären Maschinen des Unternehmens TexFlex wird immer größer und sie wird platzen. Aber bis dahin schweigen viele, denn Big M. schenkt seinem Land viel, er sorgt für seine Familie, er ist ein Vorbild.

## Hintergrund
Das Musical wurde vom FlowTex-Betrugsskandal inspiriert, dem schwersten Fall von Wirtschaftskriminalität in der Geschichte der Bundesrepublik Deutschland.

## Uraufführung
Big Money wurde als Auftragsarbeit für das Badische Staatstheater Karlsruhe geschrieben und hatte dort am 19. März 2011 seine Uraufführung (Wiederaufnahme am 9. Oktober 2011).

## Text und Musik
- Text: Peter Lund
- Musik: Thomas Zaufke

## Besetzung
- Musikalische Leitung/Einstudierung: Walter Kiesbauer
- Choreographie: Andrea Heil
- Regie: Peter Lund
- Ausstattung: Ulrike Reinhard

## Ensemble der ersten Spielzeit
19. März 2011 bis 30. April 2011
- Timo Tank (Manfred (Manni) Schneider)
- Robert Besta (Rocky Schneider)
- Annika Martens (Vera Schneider)
- Lisa Schlegel (Renate Czukrovski)
- Anna-Magdalena Beetz (Claudia van der Weyll)
- Georg Krause (Buchprüfer Wendelin Schlüter)
- Stefan Viering (Wirtschaftsminister Währing)
- Gunnar Schmidt (Kommissar Steinheim)
- Ursula Grossenbacher (Justitia)

## Ensemble der Wiederaufnahme
9. Oktober 2011
- gleiches Ensemble wie bei UA
- Regieassistenz: Matthias Bauerkamp
- Musiker: Walter Kiesbauer, Chriss Gross, Martin Stumpf, Christoph Lewandowski, Dirk Rumig, Haiko Heinz und Michael Gundlach

## Liste der Lieder(Auswahl)
- Solche Männer braucht das Land
- Wenn der Fiskus zwei Mal klingelt

## Pressestimmen
- Big Money ist dringend zu empfehlen. Und jeder darf sicher sein: Man kriegt was für sein Geld! (Badische Neueste Nachrichten, 21. März 2011)

- Das fantastische Stück wurde von den sieben Musikern souverän begleitet und vom begeisterten Publikum mit tosendem Applaus belohnt! (Badisches Tagblatt, 21. März 2011)